# منارجنبان خرانق
منارجنبان خرانق بنایی در روستای خرانق، شهرستان اردکان در استان یزد می‌باشد. این بنا به‌عنوان یکی از آثار ملی ایران به ثبت رسیده‌است. 
این مناره در دورهٔ سلجوقیان ساخته شده؛ جنبیدن این منارجنبان به وضوح قابل دیدن است. این منارجنبان ۳ طبقه‌ای بوده و دو راه‌پله مجزا برای بالا و پایین آمدن دارد.مناره منارجنبان یک راه پله حلزونی که با عرض ۷۰ سانتیمتر شروع و در انتهای منار به ۴۰ سانتی‌متر می‌رسد. در قسمت‌های بالای مناره برای نگهداری اجزا و دیواره‌ها از کلاف‌های چوبی استفاده شده‌است.
منار جنبان خرانق که با نوع معماری خارق‌العاده خود با زور دست هم به حرکت در می‌آید و تنها منار جنیانی می‌باشد که تمام خشتی است، این امر باعث شده تا منار جنبان خرانق در تمام دنیا تک باشد.